# New York Airways
Ne doit pas être confondu avec New York Air.
New York Airways était une compagnie aérienne américaine proposant un transport par hélicoptère dans les environs de New York créée en 1949 en tant qu'entreprise de fret et de transport de courrier. Le 9 juillet 1953, elle devient la première compagnie aérienne proposant une ligne aérienne quotidienne en hélicoptère des États-Unis. Son quartier général est situé à l'aéroport LaGuardia. En parallèle de son activité de transport de passagers par hélicoptère, l'entreprise propose également des vols en avions légers, notamment avec le De Havilland Canada DHC-6 Twin Otter,.

## Histoire

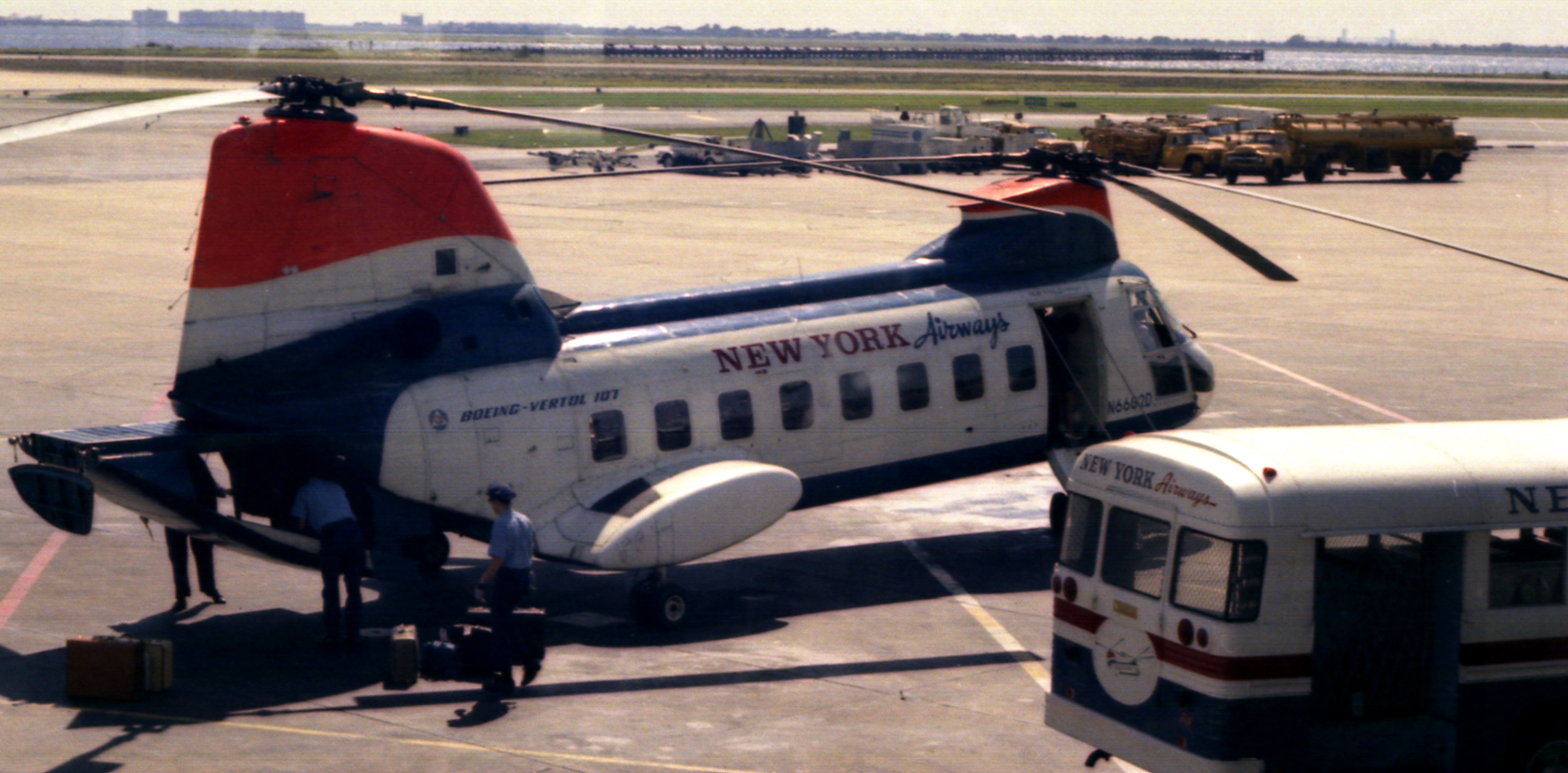
Un hélicoptère Boeing-Vertol 107 de New-York Airways à l'aéroport international JFK en 1967

Les transports de passagers sont effectués en un premier temps par cinq hélicoptères Sikorsky S-55, plus tard complétés par trois Sikorsky S-58 en 1956. En 1958, le Boeing Vertol V-44, une version civile à 15 places du Vertol H-21, a pris le relais. En 1962, l'entreprise transitionne vers des hélicoptères à deux rotors, achetant des Boeing Vertol 107-II biturbine et plus tard des Sikorsky S-61 biturbine. En février 1955, le coût d'une place pour le trajet LaGuardia-Idlewild était de 4,50 dollars américains (49 dollars actuels). L'appareil utilisé était un Sikorsky H-19, et le trajet durait une dizaine de minutes.
Les premiers vols de passagers vers Manhattan ont été effectués en décembre 1956, à destination de l'héliport de la West 30th Street. L'héliport d'East River Pier ouvre en 1960, ce après quoi New York Airways commence à desservir cet héliport plutôt que l'autre en décembre 1960. En raison de restrictions de vol sur les Vertol V-44, les vols continus entre Manhattan et Idlewild sont effectués par le Boeing Vertol 107. D'après Moody's, les "revenus opérationnels" de l'entreprise en 1962 atteignaient 3,9 millions de dollars, dont 2.2 millions de subventions gouvernementales. En juin 1964, 32 vols journaliers sont effectués entre Idlewild (devenu l'aéroport international JFK) et l'aéroport de Newark, et 33 dans l'autre sens ; tous les vols entre 9:00 et 19:30 font un arrêt à Wall Street. Le reste des vols constituent 15 vols journaliers entre JFK et le bâtiment de Port Authority puisque l'aéroport de LaGuardia était en travaux.
Les premiers vols vers le sommet du Pan Am Building (aujourd'hui le MetLife Building) décollent en décembre 1965 avant d'être suspendus en 1968, puis repris pour quelques mois en 1977. En avril 1966, 23 vols journaliers étaient à direction du terminal de Pan Am à l'aéroport JFK, d'une durée de 10 minutes ; les passagers pouvaient s'enregistrer dans le Pan Am Building jusqu'à 40 minutes avant leur départ de JFK. L'héliport de East River Pier était alimenté par 13 vols journaliers à destination de Newark, 5 d'entre eux allant directement à JFK et les 12 restants faisant un arrêt à LaGuardia. L'héliport était fermé les week-ends. Peu après, les vols vers le Pan Am Building ont repris en mars 1977, l'Official Airline Guide (OAG) affichant 48 semaines de départs d'S-61 à cette destination: 12 vers Newark, 14 vers LaGuardia puis JFK, et 22 directement à JFK.
New York Airways est également connue comme étant la première compagnie aérienne à avoir eu des pilotes afro-américains. Perry H. Young a fait son premier vol le 5 février 1957. Young a auparavant été le premier instructeur de vol afro-américain pour l'US Air Force.

## Destinations
A son pic, la compagnie aérienne avait des partenariats avec 24 aéroports internationaux et domestiques. A différents moments, elle a desservi :
- Aéroport international John F. Kennedy (JFK)
- Airport LaGuardia (LGA)
- Aéroport de Newark (EWR)
- Héliport de la West 30th Street (Manhattan)
- Héliport du Pan Am Building
- Héliport de Wall Street
- Héliport de Stamford (Connecticut)
- Aéroport de Teterboro (TEB)
- Aéroport du comté de Westchester (HPN)
- Trenton-centre
- New Brunswick
- Hadley Field (en)
- Aéroport de Morristown (en)

L'édition 1969 de l'Official Airline Guide (OAG) a listé certains vols de court distance utilisant des Twin Otters aux côtés d'appareils Vertol. Les prix des hydrocarbures sont très élevés après la crise pétrolière de 1973, ce qui a des conséquences sur les finances de l'entreprise. La compagnie aérienne ne se remet pas de l'accident du Pan Am Building de 1977 ni de la crise pétrolière de 1979, ce qui mène à la fermeture de New York Airways le 18 mai 1979 pour banqueroute. Le nombre de passagers transportés atteint 68 000 in 1957, 144 000 en 1960, 537 000 en 1967 et 268 000 en 1970.

## Flotte
Tous les appareils Vertol 107 de New York Airlines sont repris par Columbia Helicopters, basé à Aurora, dans l'Oregon, immatriculés :
- N6672D
- N6674D
- N6675D
- N6676D
- N6682D
- N107PA (utilisé sous contrat avec Pan Am)
- N108PA (utilisé sous contrat avec Pan Am)

Le N6674D est l'hélicoptère qui a le plus volé du monde, avec plus de 82 000 heures de vol depuis sa construction en 1962.

## Dans le cinéma
Le N6682D est filmé dans le film Un shérif à New York sorti en 1968, avec Clint Eastwood, décollant du rooftop du Pan Am Building. Le N108PA est l'appareil dans lequel atterrit Eastwood.
Le N6676D est l'appareil qui décolle du centre de Manhattan/l'héliport de Wall Street dans le film Mission spéciale Lady Chaplin sorti en 1966, dernier de la trilogie de l'Agent 077. Il apparait également dans le thriller Mission T.S. sorti en 1967, arrivant et décollant du Pan Am Building.
Un autre hélicoptère de la compagnie figure dans le film Le Carnaval des truands.

## Accidents
Le 14 october 1963, le vol 600 de New York Airways, un Vertol 107 immatriculé N6673D, s'est écrasé peu après avoir décollé de l'aéroport d'Idlewild (l'actuel aéroport JFK), en route vers Newark après un arrêt à Wall Street. Les trois passagers et les trois membres de l'équipage sont morts. L'accident a été causé par un incident mécanique du à des lubrifiants contaminés.
Le 15 juillet 1969, un Twin Otter 200 immatriculé N558MA avait 12 minutes de retard sur un vol reliant New York à Newark, ce qui a poussé le pilote à décoller d'une intersection de deux pistes. Pendant son ascension initiale, l'avion a été pris dans des turbulences d'un autre avion qui venait de décoller et s'est écrasé, tuant 3 (2 membres de l'équipage et 1 passager) de ses 14 occupants.
Le 16 mai 1977, les trains d'atterrissage ne sont pas sortis sur un Sikorsky S-61L (immatriculé N619PA) alors qu'il venait chercher des passagers sur le toit du Pan Am Building. L'appareil est tombé sur le côté. Ses hélices en activité ont tué quatre passagers qui attendaient d'embarquer (dont le réalisateur Michael Findlay (en)) et blessé une cinquième personne. Des morceaux d'hélices brisées sont tombés dans la rue, tuant un piéton et en blessant un autre. L'accident a causé la fermeture définitive de l'héliport. Le Cinema Museum de Londres détient un film enregistré à bord de cet hélicoptère à l'été 1963.
Le 18 avril 1979, un Sikorsky S-61L (immatriculé N618PA), après avoir effectué son ascension initiale depuis l'aéroport de Newark, a eu une hélice du moteur arrière fracturée, provoquant de graves vibrations et un retour immédiat à l'aéroport. A environ 150 pieds (45,72 m) d'altitude, toute la queue de l'appareil a été arrachée de l'appareil, résultant en un changement immédiat et radical du centre de gravité de l'appareil. Cela a causé une chute en piqué de l'appareil et un écrasement frontal incontrôlé sur le sol. L'incident a été causé par la défaillance des deux systèmes hydrauliques conséquente à la défaillance du moteur arrière. L'accident a causé trois morts et treize blessés graves. La compagnie aérienne a cessé ses vols en ce jour et n'a plus jamais exercé, annonçant sa fermeture le mois suivant.